# Gaudenzio Bernasconi
Gaudenzio Bernasconi (Ponte San Pietro, 1932. augusztus 8. – Bergamo, 2023. január 10.) válogatott olasz labdarúgó, középpályás.

## Pályafutása

### Klubcsapatban
1949 és 1952 között a Ponte San Pietro, 1952 és 1954 között az Atalanta, 1954 és 1965 között a Sampdoria, 1965 és 1968 között a Jesi, 1968 és 1970 között az Urbino labdarúgója volt.

### A válogatottban
1956 és 1959 között hat alkalommal szerepelt az olasz válogatottban.

### Edzőként
1967–68-ban a Jesi játékos-edzője volt.

## Statisztika

### Mérkőzései az olasz válogatottban
| Olaszország | Olaszország       | Olaszország                       | Olaszország | Olaszország | Olaszország   | Olaszország  | Olaszország | Olaszország |
| #           | Dátum             | Helyszín                          | Hazai       | Eredmény    | Vendég        | Kiírás       | Gólok       | Esemény     |
| ----------- | ----------------- | --------------------------------- | ----------- | ----------- | ------------- | ------------ | ----------- | ----------- |
| 1.          | 1956. április 25. | Milánó, San Siro                  | Olaszország | 3 – 0       | Brazília      | barátságos   | -           |             |
| 2.          | 1956. június 24.  | Buenos Aires, Estadio Monumental  | Argentína   | 1 – 0       | Olaszország   | barátságos   | -           |             |
| 3.          | 1956. július 1.   | Rio de Janeiro, Maracanã Stadion  | Brazília    | 2 – 0       | Olaszország   | barátságos   | -           |             |
| 4.          | 1957. május 26.   | Oeiras, Estádio Nacional do Jamor | Portugália  | 3 – 0       | Olaszország   | vb-selejtező | -           |             |
| 5.          | 1959. február 28. | Róma, Stadio dei Centomila        | Olaszország | 1 – 1       | Spanyolország | barátságos   | -           |             |
| 6.          | 1959. május 6.    | London, Wembley Stadion           | Anglia      | 2 – 2       | Olaszország   | barátságos   | -           |             |
|             | Összesen          |                                   |             | 6           | mérkőzés      |              | 0           | gól         |